# Botanophila purpurea
Botanophila purpurea este o specie de muște din genul Botanophila, familia Anthomyiidae, descrisă de Masayoshi Suwa în anul 1977.
Este endemică în Nepal. Conform Catalogue of Life specia Botanophila purpurea nu are subspecii cunoscute.